# Energia Hartree’go
Energia Hartree’go (hartree, symbol {\displaystyle E_{\mathrm {h} }}) – stała fizyczna, która stanowi w układzie jednostek atomowych jednostkę energii. Nazwa pochodzi od angielskiego matematyka i fizyka Douglasa Raynera Hartree’go.
Jest to podwójna wartość energii wiązania elektronu w atomie wodoru w stanie podstawowym.
{\displaystyle E_{\mathrm {h} }={\frac {\hbar ^{2}}{m_{e}a_{0}^{2}}}={\frac {e^{2}}{4\pi \varepsilon _{0}a_{0}}}={\frac {m_{e}e^{4}}{16\pi ^{2}\varepsilon _{0}^{2}\hbar ^{2}}}}
= 4,359 743 81(34) · 10−18 J = 27,2114 eV
= 2 Ry
{\displaystyle E_{\mathrm {h} }} / Stk.
= 2,6254995(3) MJ/mol
= 627,5095 kcal/mol
= 219474,63 1/cm
gdzie:
{\displaystyle \hbar } – zredukowana stała Plancka,
{\displaystyle m_{e}} – masa spoczynkowa elektronu,
{\displaystyle \varepsilon _{0}} – przenikalność elektryczna próżni,
{\displaystyle a_{0}} – promień atomu Bohra.